# Yau Ma Tei Fruit Market

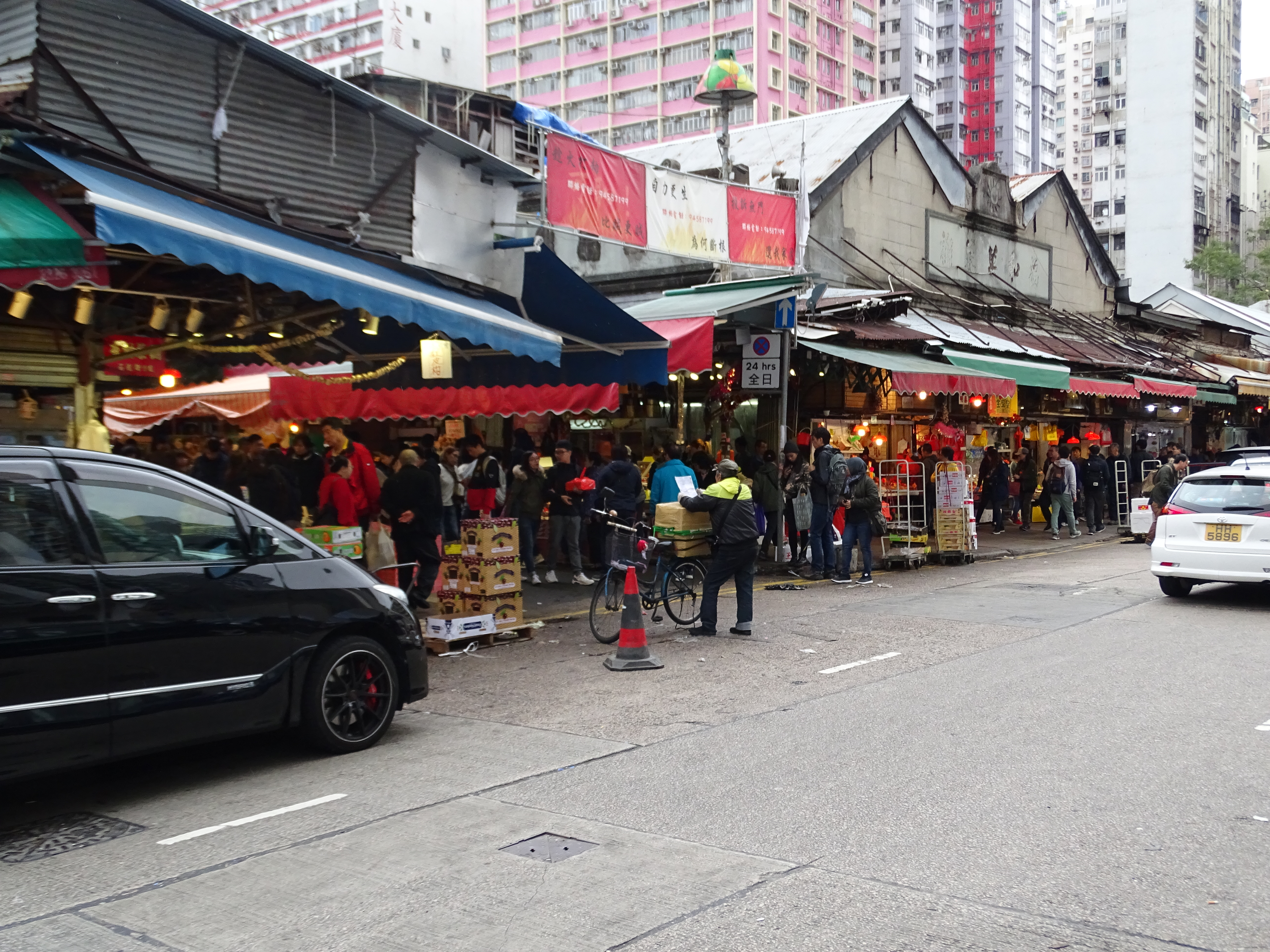
Yau Ma Tei Fruit Market, Reclamation Street

Der Obstmarkt Yau Ma Tei Fruit Market (chinesisch 油麻地果欄), auch bekannt als Kowloon Wholesale (Fruit) Market (Kowloon-Großhandel-[Obst]markt) oder Yau Ma Tei Wholesale Fruit Market (Großhandel-Obstmarkt), befindet sich im Stadtteil Yau Ma Tei, Kowloon, Hong Kong.
Ein weiteres historisches Objekt, das Yau Ma Tei Theatre, liegt nur wenige Meter über die Reclamation Street entfernt.

## Geschichte
Der Obstmarkt in Yau Ma Tei wurde 1913 erbaut und eröffnet. Der ursprüngliche Name war Government Vegetables Market (政府蔬菜 市場). Während im Markt zuerst nur Obst und Gemüse verkauft wurden, haben sich in den 1930er Jahren auch Fischhändler im Markt angesiedelt, es wurde auch Geflügel, Reis und sonstige frische Lebensmittel angeboten. Nachdem die Gemüse und Fischhändler in die neu geöffneten Märkte Cheung Sha Wan Wholesale Vegetable Market (長沙灣蔬菜批發 市場) und Cheung Sha Wan Wholesale Fish Market (長沙灣魚類批發市 場) im benachbarten Bezirk Cheung Sha Wan Mitte der 1960er Jahre umgezogen sind, spezialisierte sich der Yau Ma Tei Fruit Market ausschließlich auf Obst.

## Beschreibung
Das Marktareal wird vom staatlich gelenkten Antiquities and Monuments Office (Amt für Altertümer und Denkmäler) in der Liste der historischen Gebäude seit Dezember 2009 als Objekt der Kategorie II gelistet.
Das Areal des Marktes ist eingegrenzt durch die Straßen Ferry Street, Waterloo Road und Reclamation Street (im Süden durch eine namenlose Straße), die Shek Lung Street durchquert den Markt. Der Yau-Ma-Tei-Markt spielt eine wichtige Rolle in der Versorgung Kowloons und darüber hinaus. Zwischen 2014 und 2015 wurde hier 317.000 Tonnen Obst verkauft, das bedeutet etwa 47 Prozent der Gesamtmenge an Obst, das in dieser Zeit in Hongkong abgesetzt wurde. Auf dem Markt mit einer Gesamtfläche von 14.000 Quadratmetern werden im Durchschnitt etwa 250 Händler gezählt.
Die Marktstände auf dem rechteckigen Gelände sind ein- bis zweistöckig. Die oberen Räume werden heute nicht mehr als Wohnräume benutzt, sondern als Lagerräume und sanitäre Anlagen. Die Stände bestehen aus Ziegelsteinen und Stein. Auch die meisten Gänge sind überdacht oder von Arkaden gesäumt. Architektonisch reizvoll ist die Verwendung von Giebeln, die aus der holländischen Kolonialzeit stammen, die meisten mit Schnitzereien.

## Problematik einer Verlegung

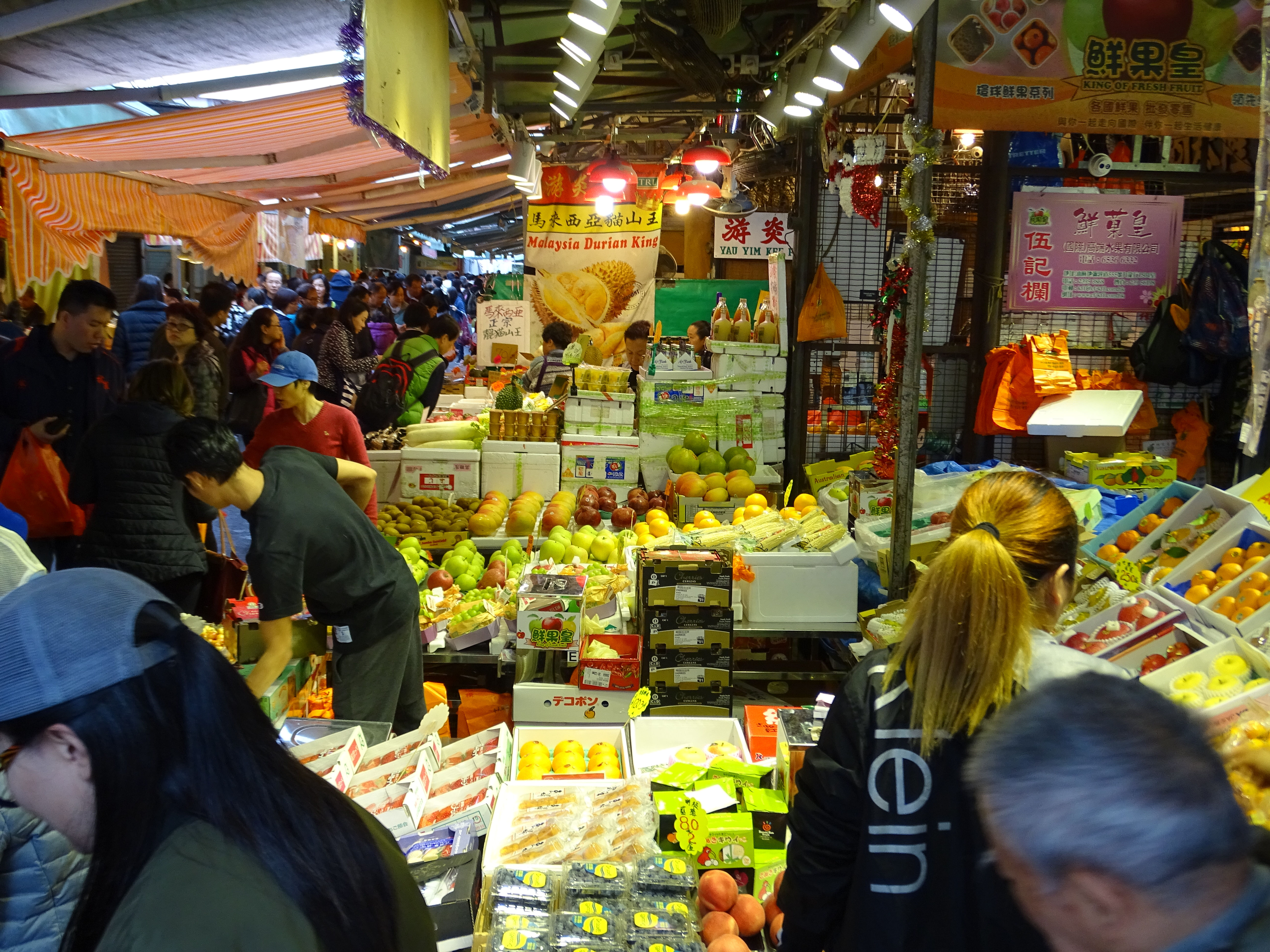
Yau Ma Tei Obstmarkt, Innenansicht

Weil der Obstmarkt auch als Großhandel funktioniert und außerdem beliefert werden muss (was zum Lärm in problematischen Öffnungszeiten führt), sind im Laufe der Zeit zahlreiche Beschwerden bei den Behörden eingegangen, die den Lärm, Verkehrsprobleme, sanitäre Probleme oder nächtliche Ruhestörung. 1969 hat der Executive Council (Exekutivrat) in Hongkong zum ersten Mal der Regierung vorgeschlagen, den Markt auf eine logistisch bessere Stelle zu verlegen. In gewissen Abständen wird dies auch in der Regierung behandelt (verstärkt nach etwa 2007), es wurden einige Alternativen gefunden und Gespräche zwischen der Regierung und den Händlern geführt, es gibt aber auch einen Widerstand. Zum einen seitens der Händler, die finanzielle Auslagen nicht in Kauf nehmen möchten, zum anderen wird befürchtet, dass die traditionelle Gemeinschaft rund um den Markt ein Ende finden würde. Derzeit sind es dann nur verschiedene Verbesserungen im Bereich Straßenführung oder Verkehrsberuhigung und vor allem der Umlagetätigkeit der Händler, die  durchgeführt wurden.